# Plan Z (Chile)

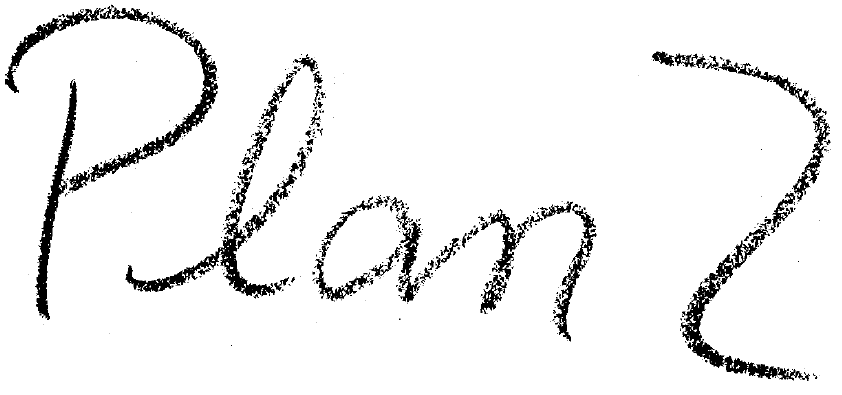
Texto manuscrito en el Libro blanco del cambio de gobierno en Chile.

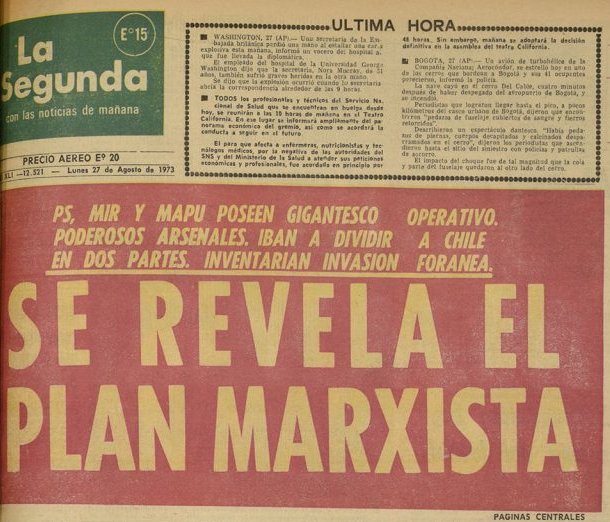
Titular de La Segunda, de El Mercurio S.A.P., el 27 de agosto de 1973.

El Plan Z es el nombre dado en Chile a un supuesto compendio de planes de autogolpe atribuidos a partidarios del gobierno de la Unidad Popular. Hoy es considerado como una operación de contrapropaganda y propaganda negra para instalar durante los primeros meses de la dictadura militar de Augusto Pinochet la necesidad del «estado de guerra» en la población y en el interior de las tropas de las Fuerzas Armadas.

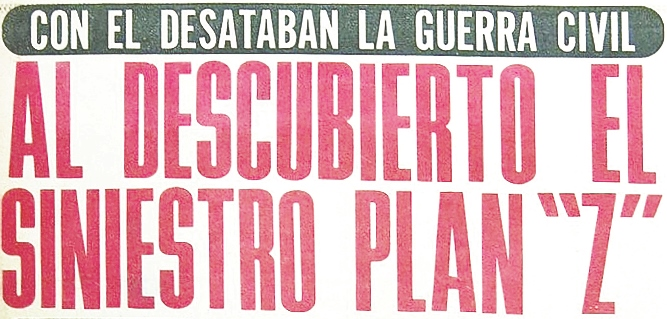
Titular de La Tercera del 22 de septiembre de 1973, donde se referían al supuesto Plan Z.

Fue un plan conspirativo atribuido a la izquierda chilena de los años 1970 que planteaba el asesinato de miembros de las Fuerzas Armadas, Carabineros, dirigentes políticos, opositores, periodistas de la oposición y sus familias, importación de armas, un autogolpe de Estado y el asesinato del propio Salvador Allende. Su existencia fue difundida por los diarios El Mercurio y Las Últimas Noticias menos de una semana después de ocurrido el golpe de Estado de 1973. A fines de octubre de ese año, la Secretaría General de Gobierno del nuevo régimen publicó el Libro blanco del cambio de gobierno en Chile de la mano del historiador Gonzalo Vial Correa, cuya pieza central es el «Plan Z».
Además de Gonzalo Vial, la existencia del Plan Z fue defendida por el autor cubano Juan Vivés, actualmente exiliado. Décadas después del fin de la dictadura militar, su existencia fue contradicha por Federico Willoughby, primer vocero de la Junta Militar y por Hernán Millas y Abraham Santibáñez, periodistas que lo habían difundido en la revista Ercilla. Asimismo, la Agencia Central de Inteligencia (CIA, por sus siglas en inglés) de Estados Unidos estimó que el plan Z era desinformación del régimen. Tanto Arturo Fontaine, ex director del diario El Mercurio, como Gustavo Leigh, afirmaron no tener clara su autenticidad. El plan ha sido definido como una «maniobra de guerra psicológica», por Willoughby, como una «campaña de guerra psicológica»y como un «montaje para el golpe de Estado y una herramienta de condicionamiento psicológico para que los militares atacaran al 'enemigo interno' de la dictadura militar», de acuerdo al historiador Jorge Magasich. Las aseveraciones presentes en el Libro Blanco del cambio de gobierno en Chile, fuente central del denominado Plan Z, nunca fueron validadas empíricamente.

## Origen y difusión de la operación
La creación de la operación ha sido atribuida al Servicio de Inteligencia Naval (SIN). Sin embargo, la difusión del contenido alusivo ocurrió gracias al fortalecimiento de los lazos entre la dictadura recién establecida y los medios de prensa autorizados por ella. De esta forma, desde el 11 de septiembre en adelante, diarios de circulación en Chile como El Mercurio, Las Últimas Noticias, El Día, La Estrella, entre otros, comenzaron a publicar noticias que aludían al contenido del denominado «Plan Z». Este despliegue comunicacional fue acompañado de imágenes de supuestos hallazgos de armas en industrias o «enterramientos». Todo esto ocurrió en el marco de la Operación Silencio, nombre que tomaron las restricciones al acceso a la información y a la libertad de expresión hacia los medios de comunicación partidarios del ex gobierno de la Unidad Popular. El 11 de septiembre de 1973, el mismo día del golpe de Estado, El Mercurio publicó en ocho columnas una noticia con el siguiente titular:

«Ex gobierno marxista preparaba autogolpe». ¡Aterradora información! Según la revelación, la administración de Salvador Allende habría fomentado un plan de asesinato masivo de militares, dirigentes políticos y periodistas de la oposición, sin olvidar a sus familias. El nombre en código era «plan Z». «Miles de implicados en siniestra operación»
El Mercurio, 11 de septiembre de 1973

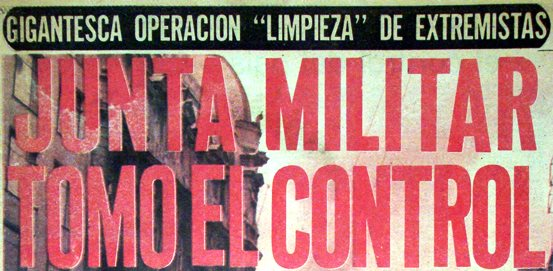
Titular del periódico La Tercera el 13 de septiembre de 1973.

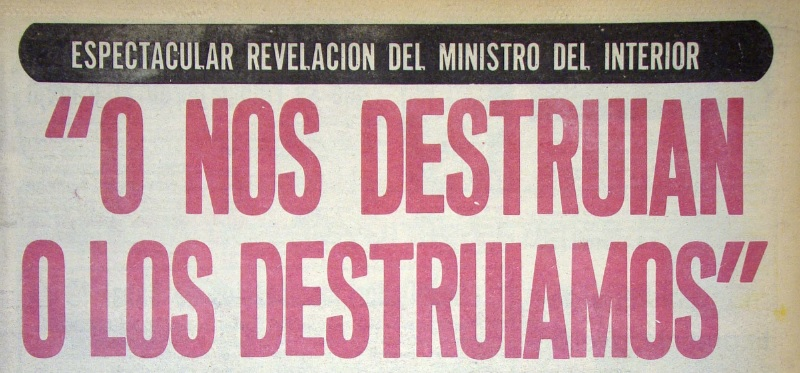
Titular de La Tercera el 15 de septiembre de 1973, donde se buscaba justificar el golpe de Estado de 1973.

Esta noticia estaba firmada por Julio Arroyo Kuhn, corresponsal en Concepción de los medios de prensa El Mercurio y Las Últimas Noticias y también cercano al SIN. El 17 de septiembre de 1973, ambos periódicos difundieron noticias con los siguientes cuerpos:

«Un plan destinado a decapitar la cúpula militar y eliminar a la oposición al gobierno de Allende, fue descubierto al parecer en los archivos del Palacio Presidencial, se informó en buena fuente».
Las Últimas Noticias

«El descerrajamiento de la caja fuerte de la Subsecretaría del Interior dejó al descubierto el minucioso plan elaborado para que se cumpliera el 17 de septiembre, a fin de asesinar simultáneamente a los jefes de las Fuerzas Armadas, políticos de oposición, periodistas y profesionales que discreparan con el gobierno depuesto»
El Mercurio, 17 de septiembre de 1973.

Según la investigación del periodista Francisco Herrero, el origen de tal información también fue entregada a Julio Arroyo Kuhn desde el SIN. A esta serie de titulares le sucedió una seguidilla de noticias de estos y otros medios de prensa que mencionaban arsenales y escuela de guerrillas bajo titulares como los siguientes: «600 familias iban a ser asesinadas en Concepción»; «Marxistas Proyectaban la Destrucción de Limache»; «Planes Siniestros Alentaban Marxistas en Zona Salitrera»; «Otra Escuela de Guerrillas se Descubrió en Nueva Imperial»
El 22 de septiembre de 1973, días después de la publicación de noticias referidas al supuesto descubrimiento de un «plan de autogolpe» por parte del gobierno de la Unidad Popular, el coronel Pedro Ewing Hodar, secretario de la recién establecida dictadura, anunció en una conferencia de prensa que se había encontrado documentación que refería a un plan de tales características en la caja fuerte del ex subsecretario del Interior Daniel Vergara y en el Banco Central. Tal plan, en palabras de Ewing, habría de ejecutarse el 19 de septiembre del mismo año, Día de las Glorias del Ejército chileno. Durante el transcurso de esta conferencia, participaron tanto periodistas nacionales como extranjeros, pero a ninguno se les permitió hacer preguntas
Según los detalles entregados por Ewing, Salvador Allende invitaría a almorzar a los altos mandos de las Fuerzas Armadas el 19 de septiembre de 1973 para que los miembros del GAP disfrazados de mozos los acribillaran en el comedor. De forma análoga, se asesinarían en el Parque O'Higgins a los dirigentes de la oposición, dentro de los que se incluían Eduardo Frei Montalva y Sergio Onofre Jarpa, y a los militares que desfilaban.

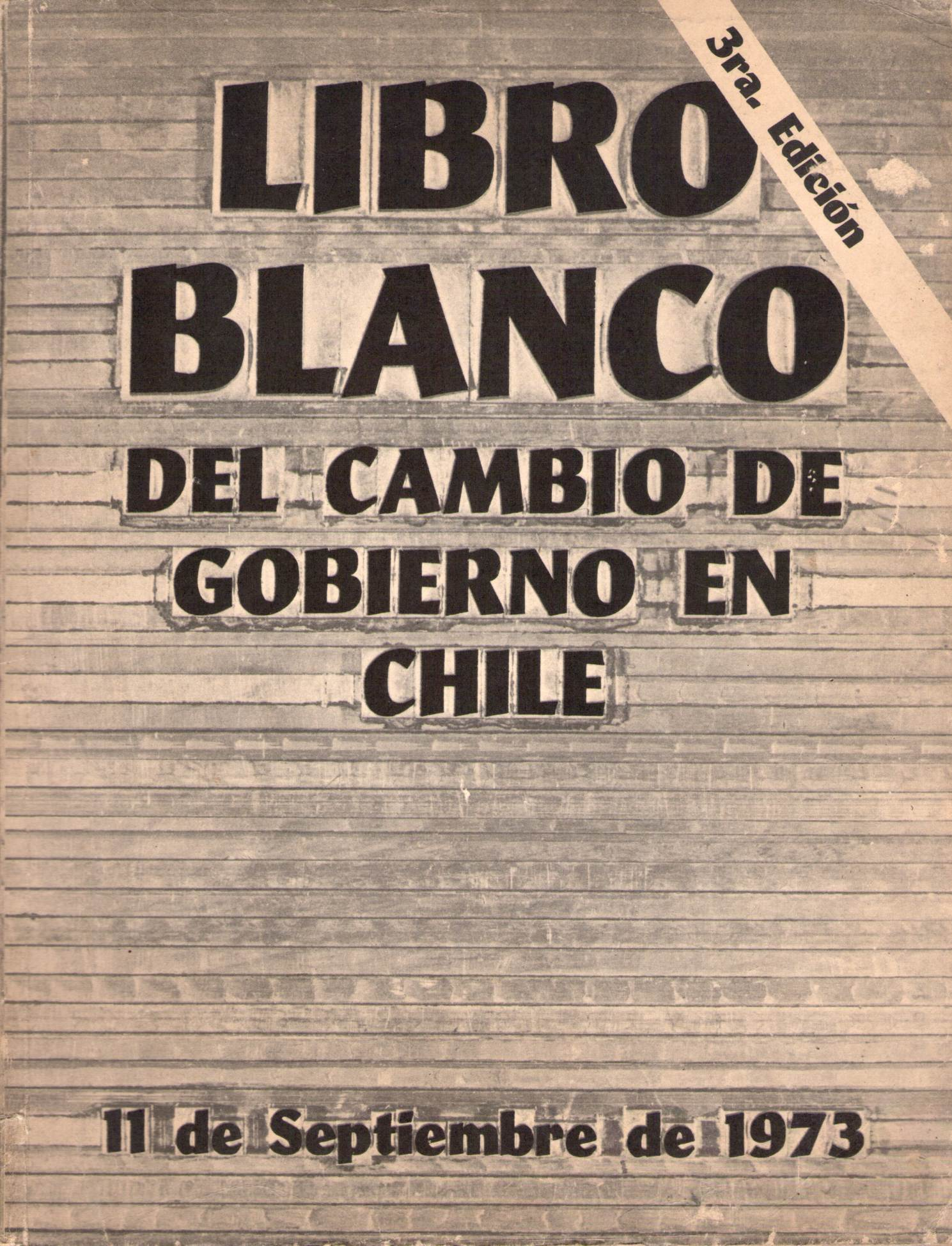
Portada del Libro Blanco.

Haciendo eco de la información emanada desde el SIN, la junta militar publica el Libro blanco del cambio de gobierno en Chile el 30 de octubre de 1973, texto preparado por el historiador Gonzalo Vial Correa bajo la estrecha supervisión del almirante Patricio Carvajal y del ODEPLAN. En ese momento, Vial dirigía la revista Qué Pasa, medio opositor a Allende integrado por Cristián Zegers, Jaime Martínez y Hermógenes Pérez de Arce Vial explica en una entrevista al diario La Tercera en 2002 que su equipo se mantuvo en contacto con un oficial de la Armada que les entregó varios documentos que habría recogido en allanamientos De acuerdo al relato del historiador, dentro de estos documentos se encontraba el «Plan Z». Sin embargo, estos documentos con los supuestos «comandos» y nóminas de personas a ser asesinadas nunca se publicaron, ni tampoco se conoció el resultado de una investigación al respecto. En vista de estos antecedentes, el historiador Jorge Magasich atribuye a Gonzalo Vial y a los colaboradores de la revista Qué Pasa la responsabilidad de suponer que unas hojas de carácter dudoso conformaban un plan del gobierno de Salvador Allende.
La revista Qué Pasa, dirigida al momento del golpe de Estado por Vial Correa, era una publicación opositora dura a Allende, parte del Grupo Portada, una empresa formada a fines de los años 1960 de propiedad, entre otros, de los economistas Emilio Sanfuentes y Pablo Baraona. Creada en 1971, la integraban también los abogados Cristián Zegers, Jaime Martínez y Hermógenes Pérez de Arce. La versión que ha dado Vial es que él, a través de intermediarios, planteó a la junta la necesidad de escribir un libro blanco para explicar los motivos del golpe militar. Hoy se sabe que quien recibió el ofrecimiento fue el almirante Patricio Carvajal, pieza central del golpe y primer ministro de Defensa del régimen. Vial comenzó a trabajar, y lo hizo con sus hombres del Grupo Portada. Todos ellos, afirma Pérez de Arce, «pueden considerarse coautores» del texto.
El texto fue monitoreado desde la Oficina de Planificación Nacional (ODEPLAN). En la Oficina de Planificación había sido nombrado Roberto Kelly, exoficial de la Armada y uno de los hombres que había planificado con José Toribio Merino el golpe. Vial pidió que le entregaran documentos secretos de la UP, que habían ido surgiendo de La Moneda y la Casa presidencial de Tomás Moro, así como de allanamientos.
Su intención era, según ha dicho en privado, que el libro tuviese una cuota de novedad que lo volviera más interesante. En esas gestiones figura el nombre de José Radic Prado, excapitán de la Armada y amigo de Roberto Kelly.Radic ocupaba el cargo de jefe administrativo de ODEPLAN, pero su rol principal era servir de "enlace" entre los militares y los editores de Qué Pasa. Para obtener los papeles, Radic contaba con una orden firmada por Carvajal. Radic señaló que los documentos habrían sido encontrados en unidades militares, la CORFO y el Banco Central. Uno de los documentos era una carta de Fidel Castro a Allende, que luego entraría en el libro "Pedía los documentos y se los enseñaba a Gonzalo Vial, que trabajaba mucho en su casa, recuerda.
Vial, que también concurría a ODEPLAN a hablar con Radic y consultar los papeles almacenados en una oficina, trabajaba con varios colaboradores. Uno de ellos era Fernando Bravo Valdivieso, abogado asesor de El Mercurio y cercano a Hernán Cubillos. Cada capítulo terminado caía en manos de Radic, quien se los mostraba al almirante Carvajal. Este pedía correcciones, antes de autorizar su publicación.
El 22 de septiembre de 1973, el coronel Ewing llamó a los periodistas al Ministerio de Defensa. Junto al secretario de Prensa de la junta, Federico Willoughby-MacDonald, anunció el hallazgo del Plan Z (este posteriormente denunciaría su falsedad). Se trataba de un documento encontrado en la oficina del subsecretario del Interior de Allende, Daniel Vergara. Era un plan que buscaba llevar a cabo un contragolpe el 19 de septiembre, el día de la Parada Militar. La operación, según los uniformados, contemplaba eliminar a los comandantes en jefe de las FF.AA., así como a una veintena de líderes de la oposición. El objetivo, decía Willougby-MacDonald, era "desatar la guerra civil". Pero la prensa no publicó los documentos ni las nóminas.

### Motivaciones para su invención
El Plan Z fue uno de los tres componentes del ámbito de la campaña de guerra psicológica emprendida por la Junta Militar, siendo los otros dos el mencionado libro y la Campaña de Penetración Masiva en la población civil. De acuerdo al Informe Hinchey, desclasificación destinada a esclarecer el papel de la CIA en el golpe de Estado de 1973, chilenos que colaboraron con la central escribieron el denominado Libro blanco. Funcionarios de la CIA que elaboraron el informe lo explican en las siguientes palabras: 

Tras el golpe de Estado de 1973, la CIA suspendió la financiación para nuevas operaciones encubiertas pero continuó con algunos proyectos de propaganda ya en marcha, incluyendo ayuda para los medios de comunicación comprometidos con generar una imagen positiva de la Junta Militar. Individuos chilenos que habían colaborado con la CIA pero que no actuaron bajo la dirección de la misma contribuyeron a la preparación del Libro Blanco, un documento con el que buscaba justificar el derrocamiento de Allende. Contenía la alegación de que los militantes de izquierda tenían un plan secreto, el 'Plan Z', para asesinar al alto mando en los meses anteriores al golpe, cosa que la CIA creyó ser probablemente una desinformación de la Junta.

Las motivaciones para la creación de la operación giran primordialmente en torno al papel que tuvo para justificar el golpe de Estado de 1973 frente a la comunidad internacional y a la población chilena. La violencia que exhibió la dictadura durante su llegada al poder requería de una justificación, sirviendo el Plan Z para tal propósito. Complementando esta visión, la Comisión Valech, afirma lo siguiente con respecto a las motivaciones de la última dictadura militar para justificar las medidas represivas contra personas asociadas a la izquierda política:

Los esfuerzos de propaganda del régimen buscaron crear -con el apoyo de los medios de comunicación partidarios, que amplificaban la versión oficial de los hechos- un clima de opinión favorable a la aplicación de acciones punitivas. Resulta ilustrativo el presunto Plan Z, que habría definido genéricamente las víctimas en la mira de la izquierda abocada a la conquista del poder total por medio de la fuerza, y que evidencia, por parte de los militares y de sus colaboradores civiles, la pretensión de disculpar las medidas represivas, así presentadas como actos de legítima defensa. El Plan Z destacaba entre los alarmantes hallazgos consignados en el Libro blanco del cambio de gobierno en Chile, obra redactada para suscitar apoyo emocional al golpe militar y sus consecuencias, ilustrada con fotos del "armamento de guerra pesado y liviano encontrado por las fuerzas militares y de orden en los arsenales de la Unidad Popular". Este libro, cuyas revelaciones nunca han podido ser validadas empíricamente, presentaba al pronunciamiento militar como la oportuna y justa reacción al inminente autogolpe de la Unidad Popular.

## Implicancias de su invención

### Implicancias político-militares
La difusión del «Plan Z» sirvió para unificar el actuar de las filas militares. Las instrucciones emanadas de la Dirección de Inteligencia Nacional (DINA) hacia sus miembros contemplaban ubicar «literatura marxista, armas y cualquier cosa relacionada con el famoso Plan Z», en palabras de Samuel Fuenzalida Devia, exagente de la DINA. El propio plan atribuido a los partidos de la Unidad Popular sirvió como justificación para las detenciones, ejecuciones, torturas y allanamientos en diversas localidades de Chile durante los primeros años de la dictadura. En referencia a esta situación, diferentes causas judiciales iniciadas después del fin de la dictadura militar mencionan testimonios de personas torturadas con el fin de entregar información relacionada con el Plan Z.  La anunciación del denominado Plan Z coincidió con el endurecimiento de la represión en octubre de 1973 y se constituyó como una herramienta para justificar la indiferencia en el destino de los perseguidos. De esta forma, días después de su difusión en la prensa, la Caravana de la Muerte asesinó a 72 personas bajo el pretexto de que estaban involucradas en el mencionado plan y de que el contexto era de guerra. En este contexto, las Fuerzas Armadas chilenas asumieron el arsenal práctico y conceptual de la guerra contrasubversiva, declarando a Chile en guerra interna y externa en vistas de las condenas de las Naciones Unidas a partir de 1974.

### Implicancias educativas
El Plan Z pasó a formar parte central de la historia oficial durante la dictadura militar, figurando en el libro Manual de Historia de Chile del historiador Francisco Frías Valenzuela, quien se convirtió en el principal divulgador de la historia chilena y general a nivel escolar durante la segunda mitad del siglo XX. Este libro fue adoptado por un gran número de escuelas desde su primera edición en 1974 y reproducía el discurso oficialista de la existencia del Plan Z explicándolo de la siguiente forma:

[...] el día 17 [de septiembre], unos 13.000 hombres bien armados, entrenados y decididos, de todas las nacionalidades, atacarían de improviso a las tropas mientras desfilaban en Parque [O'Higgins], desarticulándolas y dando muerte a sus jefes y oficiales. En la noche de ese mismo día, los extremistas asesinarían a los civiles adversarios al régimen. Semejante exterminio era llamado «Plan Zeta» en cuya gestación y puesta en marcha tuvieron papel decisivo un ministro de Fidel Castro y el jefe de su policía secreta.

## Cuestionamientos y desestimaciones de su veracidad
La campaña de difusión del supuesto Plan Z refería a ciertos documentos como pruebas, los que jamás fueron referenciados. En el Libro blanco no se especifica qué jefes ejecutarían las supuestas acciones, ni con qué armas, medios de transporte o modos de ejecución. Según la prensa y la televisión post golpe de Estado, el Plan Z sería ejecutado en Arica el 17 de septiembre en la parada preparatoria, mientras que el Libro blanco señalaba como fecha de ejecución el 19 de septiembre.
Desde el año 2000 se comenzaron a registrar declaraciones de distintas personalidades involucradas activamente en la dictadura militar, desestimando o expresando dudas respecto de la existencia del Plan Z. El 18 de septiembre de ese año se presentó el Informe Hinchey, documento que tenía por propósito conocer y analizar las actividades de la CIA en Chile en los años 1970 y 1980. En tal informe, la CIA afirma que el Plan Z fue desinformación de la Junta Militar.
El excomandante en jefe de la Aviación y miembro de la primera junta de la dictadura militar, Gustavo Leigh Guzmán, en una entrevista concedida a Alfredo Lamadrid en el programa Humanamente hablando emitido por Mega en 2001, señaló:

El Plan Zeta nunca existió.
Gustavo Leigh

Arturo Fontaine Aldunate, quien organizó en 1973 la difusión mediática sobre el Plan Z en El Mercurio, declaró en una entrevista de 2002 lo siguiente:

No tengo ninguna prueba de la existencia del «Plan Z». En esa época se lo daba por cierto. Para mí hoy sigue siendo un misterio
Arturo Fontaine Aldunate

En 2003 se creó la Comisión Valech que publicó el «Informe de la Comisión Nacional sobre Prisión Política y Tortura». El informe califica la existencia del Plan Z como «presunta» y enuncia que fue usado como evidencia tanto por parte de los militares como de colaboradores civiles con la intención de disculpar las medidas represivas, presentándolas como actos de legítima defensa.

Los esfuerzos de propaganda del régimen buscaron crear —con el apoyo de los medios de comunicación partidarios, que amplificaban la versión oficial de los hechos— un clima de opinión favorable a la aplicación de acciones punitivas. Resulta ilustrativo el presunto Plan Z, que habría definido genéricamente las víctimas en la mira de la izquierda abocada a la conquista del poder total por medio de la fuerza, y que evidencia, por parte de los militares y de sus colaboradores civiles, la pretensión de disculpar las medidas represivas, así presentadas como actos de legítima defensa. El Plan Z destacaba entre los alarmantes hallazgos consignados en el Libro blanco del cambio de gobierno en Chile, obra redactada para suscitar apoyo emocional al golpe militar y sus consecuencias, ilustrada con fotos del «armamento de guerra pesado y liviano encontrado por las fuerzas militares y de orden en los arsenales de la Unidad Popular». Este libro, cuyas revelaciones nunca han podido ser validadas empíricamente, presentaba al «pronunciamiento militar» como la oportuna y justa reacción al inminente «autogolpe» de la Unidad Popular.
Capítulo 3 del Informe de la Comisión Valech.

En una entrevista al medio de prensa The Clinic en 2013, Federico Willoughby-MacDonald, primer vocero de la Junta Militar, declaró lo siguiente:

Fue una gran maniobra de guerra psicológica. Yo no sabía de la existencia del Plan Z y era funcionario de la Junta de Gobierno y por lo tanto tendría que haber sabido. Cuando vi el Libro Blanco que contiene el Plan Z, no me interesó mirarlo porque reconocí que eran papeles y fotos que había visto con posterioridad al 11 de septiembre en el Ministerio de Defensa. Eran todos los documentos que se habían juntado en todos los allanamientos en las sedes de los partidos políticos en Santiago. Estaban en una pieza llena de fotos de los partidos marxistas. De allí se debe haber seleccionado algún material especial... Yo tengo la impresión de que la gente encargada de las operaciones de inteligencia discernieron que era conveniente justificar un elemento de justificación del pronunciamiento militar para convencer a la población civil que los habían salvado. Entonces se hizo este libro y se produjo incluso un efecto social. Había gente que decía con cierto orgullo: Ah, yo estaba en la lista de los que iban a matar y eso generaba ciertos estatus... Este libro, le repito, es producto de una campaña de guerra psicológica.
Federico Willoughby-MacDonald

## Defensores de su veracidad
Gonzalo Vial Correa fue uno de los más fieros defensores de la veracidad del Plan Z, afirmando haber recibido documentos clasificados por parte de militares:

Sí, lo vi. Yo tengo antecedentes para creer que ese documento existió realmente, no lo inventaron los milicos. Aunque podría haber sido inventado, yo creo que no fue falsificado. ¿Por qué? Como yo soy historiador, creo conveniente que se sepan algunos antecedentes, que no demuestran que sea auténtico el documento, pero que son a tomarse en cuenta. En primer lugar, fue un montón de documentos que nos entregaron los militares que habían recogido en los allanamientos de las oficinas políticas de la Unidad Popular y del MIR , entre ellos estaba el Plan Z, y otros documentos que también se publicaron en el Libro Blanco y que nadie los ha objetado nunca. Todos los disparos se dirigen al Plan Z, pero ahí por ejemplo está la carta de Fidel a Allende, nunca nadie ha dicho ni siquiera que fuese falsa, además estaba la lista de los bultos cubanos con armamentos.

Gonzalo Vial acusó al gobierno de Salvador Allende de «tener oscuras intenciones que terminarían en un baño de sangre» y de buscar la «instauración de una dictadura revolucionaria» en las revistas Portada y Qué Pasa (esta última, revista que al momento del Golpe de Estado era dirigida por éste) mucho antes del golpe de Estado de 1973.
Por otro lado, Patricio Aylwin, político del Partido Demócrata Cristiano, sostuvo una visión similar a la de Vial en una entrevista dada en 1973:

Nosotros tenemos el convencimiento, de que la llamada vía chilena de conducción del socialismo, que empujó y enarboló como bandera la Unidad Popular, y exhibió mucho en el extranjero, estaba rotundamente fracasada, y eso lo sabían los militantes de la Unidad Popular y lo sabía Allende, y por eso ellos se aprestaban a través de la organización de milicias armadas, muy fuertemente equipadas que constituían un verdadero ejército paralelo, para dar un autogolpe y asumir por la violencia la totalidad del poder, en esas circunstancias, pensamos que la acción de las fuerzas armadas simplemente se anticipó a ese riesgo, para salvar al país de caer en una guerra civil o en una tiranía comunista.

Según Juan Vivés, exagente de la Seguridad del Estado del gobierno de Fidel Castro, afirma en su libro «El Magnífico» la presunta existencia de estos planes que solo los altos mandos cubanos tenían conocimiento y constituyen «uno de los secretos mejor guardados del comunismo cubano».

## Detalles atribuidos al plan
El 18 de septiembre de 1973, el medio de prensa chileno El Mercurio anunció en su tiraje que el gobierno de la Unidad Popular habría fomentado «un plan de asesinato masivo» que apuntaba a militares, dirigentes políticos, gremiales y periodistas de la oposición como sus víctimas y cuyo código era «plan Z». El artículo fue firmado por Julio Arroyo Kuhn, periodista cercano a los servicios de inteligencia de la Armada de Chile. En la primera conferencia de prensa en torno al tema, el 22 de septiembre del mismo año, el coronel Pedro Ewing, secretario de la Junta Militar, aseguró haber encontrado una serie de documentos al interior de una caja fuerte de Daniel Vergara, subsecretario del Interior del derrocado gobierno, y algunas de sus copias en el Banco Central. Frente a periodistas extranjeros, Ewing aseguró que estos documentos revelaban un plan de golpe de Estado que se efectuaría el 19 de septiembre de 1973. La conferencia siguió sin que los periodistas presentes pudieran hacer preguntas. Según sus declaraciones, Salvador Allende invitaría a almorzar a los altos mandos de las Fuerzas Armadas ese día para que los miembros del GAP, disfrazados de mozos, los acribillaran en el comedor. De forma análoga, se asesinarían en el Parque O'Higgins a los dirigentes de la oposición, dentro de los que se incluían Eduardo Frei Montalva y Onofre Jarpa, y a los militares que desfilaban.
Un relato ligeramente diferente presentaban las transmisiones de televisión, pues aseguraban que en Arica el Plan Z sería ejecutado en la parada militar preparatoria el 18 de septiembre de 1973. Semana tras semana, los detalles atribuidos a esta plan conspirativo se fueron ampliando, incluyendo el propio asesinato de Salvador Allende durante «una segunda fase del plan» según afirmó Ewing en una nueva conferencia de prensa. Repetidamente, los medios de prensa que no fueron clausurados atribuían al gobierno de la Unidad Popular, a la Central Unitaria de Trabajadores (CUT), al Movimiento de Acción Popular Unitaria (MAPU) y al Movimiento de Izquierda Revolucionaria (MIR), planes como la «destrucción» de Limache, el descubrimiento de «escuelas de guerrillas» y arsenales de guerra, e incluso planes de ejecución de centenares de familias cuyos nombres no eran publicados. El abordaje comunicacional de esta operación también apuntaba a contrariar las versiones que publicaba la prensa extranjera sobre el golpe de Estado.

### Adaptaciones del Plan Z a nivel regional
Los detalles atribuidos al denominado Plan Z también fueron adaptados a nivel regional, inventándose una serie de planes armados donde supuestamente se encontraban implicados militantes y autoridades del gobierno de la Unidad Popular. Por lo general, en las localidades donde hubo una versión local del Plan Z también hubo ejecuciones sumarias durante los meses de octubre, noviembre y diciembre.

#### Zona norte
En la Provincia de Coquimbo y de la mano de la difusión del medio local El Día, se inician variadas acusaciones ligadas al Plan Z. La primera de ellas, el encuentro de un "campo de adiestramiento de guerrilleros" en el sector de Montegrande en el Valle del Elqui y que apuntaba al jefe del CORA Juan Callejas y a otros tres militantes del PC como integrantes. Asimismo, la oficialidad refiere haber encontrado hospitales clandestinos e insumos médicos en la zona que tenían por finalidad «atender a los extremistas que resultaran heridos en el autogolpe de Estado». En esta línea, se acusó al Servicio Nacional de Salud y a médicos de recolectar y robar medicamentos para "atender a los miembros de la Unidad Popular que resultaren heridos en la contienda que iban a provocar el 17 de septiembre a escala nacional", según señalaba el diario El Día Otras de las autoridades del gobierno de Salvador Allende que fueron acusados en el marco del Plan Z fueron el gobernador de Elqui Jorge Vásquez Matamala y un número no nombrado de trabajadores del CORA De forma más detallada, se les acusó de formar parte de operaciones "extremistas" orientadas a destruir tranques e iglesias del Valle del Elqui durante una festividad religiosa para lo cual los explosivos "..serían colocadas en el entretecho, estudiado para que el desastre ocurriera cuando se realizara el primer acto, cuál era la misa de la tarde, es decir cuando los feligreses se encontraran adentro." De forma análoga al difusión de los detalles en otras zonas de Chile, el medio El Día indicaba que dentro de las víctimas del Plan Z en la región se estipulaban militares, carabineros y trabajadores de la Vitivinícola y Pisquera del Norte Limitada.
En la ciudad de Antofagasta, cuatro dirigentes locales del Partido Socialista fueron ejecutados por la orden de Sergio Arellano Stark. Se justificó su asesinato indicando que los cuatro participarían en la «fase inicial del Plan Z consistente en el asesinato de altos oficiales de las Fuerzas Armadas y de Carabineros, a personajes de la oposición y militantes del gobierno de la Unidad Popular que propiciaban el diálogo y rechazaban la vía violenta».

#### Zona sur
En la ciudad de Valdivia, el medio de prensa El Correo de Valdivia publicó un reportaje titulado «Siniestro Plan Z de Valdivia» donde se señala que en esa localidad el plan mencionado se iniciaría el domingo 16 de septiembre. De igual forma, el reportaje aducía que alrededor de un millar de cubanos que ingresaron de forma ilegal a Chile ocuparían militarmente el Cuartel Bueras. Posteriormente, según afirma el diario valdiviano, se inutilizarían el edificio de su medio de prensa y las radioemisoras de la oposición ejecutando a su personal.
La versión local del Plan Z permitió justificar las detenciones y ejecuciones ocurridas en la región, incluyendo los operativos de la Compañía Antiguerrillas que recorrío el Complejo Forestal y Maderero Panguipulli (COFOMAP) y que dejó numerosas ejecuciones en las aldeas de Choshuenco, Chihuío y Liquiñe.

### Detalles según elLibro Blanco
El 30 de octubre de 1973, a poco más de un mes de la ejecución del golpe de Estado de 1973, la Secretaría General de Gobierno de la dictadura publica el Libro Blanco del cambio de gobierno en Chile, libro que ha sido varias veces reeditado en español y en inglés. Según se señala en el libro mencionado, la planificación de la operación se habría efectuado durante el inicio del gobierno de la Unidad Popular y consideraba cuatro ejes: milicias, armas, adiestramiento y la participación de extranjeros
Con respecto a las milicias, el libro indica que estaban "conformadas por los partidos Comunista y Socialista, a través de la Brigada Ramona Parra y Brigada Elmo Catalán, a lo que agregan la acción del MIR, VOP y la organización del GAP". En lo referente a las armas, el Libro Blanco establece que se acumularon con la ayuda de extranjeros, a través de cargamentos supuestamente enviados desde Cuba y del contrabando tras los viajes oficiales de la compañía LAN En tercer lugar, con respecto al eje de adiestramiento, el libro señala la existencia de escuelas de guerrillas donde recibían clases las milicias de la Unidad Popular, llegándose a plantear la propia participación y asistencia de Salvador Allende En último lugar, el Libro Blanco establece que entre 10.000 a 15.000 extranjeros "extremistas" participarían en la operación tras su ingreso en calidad de turistas, diplomáticos y refugiados, procediendo desde Argentina, Brasil, Uruguay, Nicaragua, entre otros
El Libro Blanco cuenta con una serie de inconsistencias que, de acuerdo al Informe Valech, nunca fueron validadas.

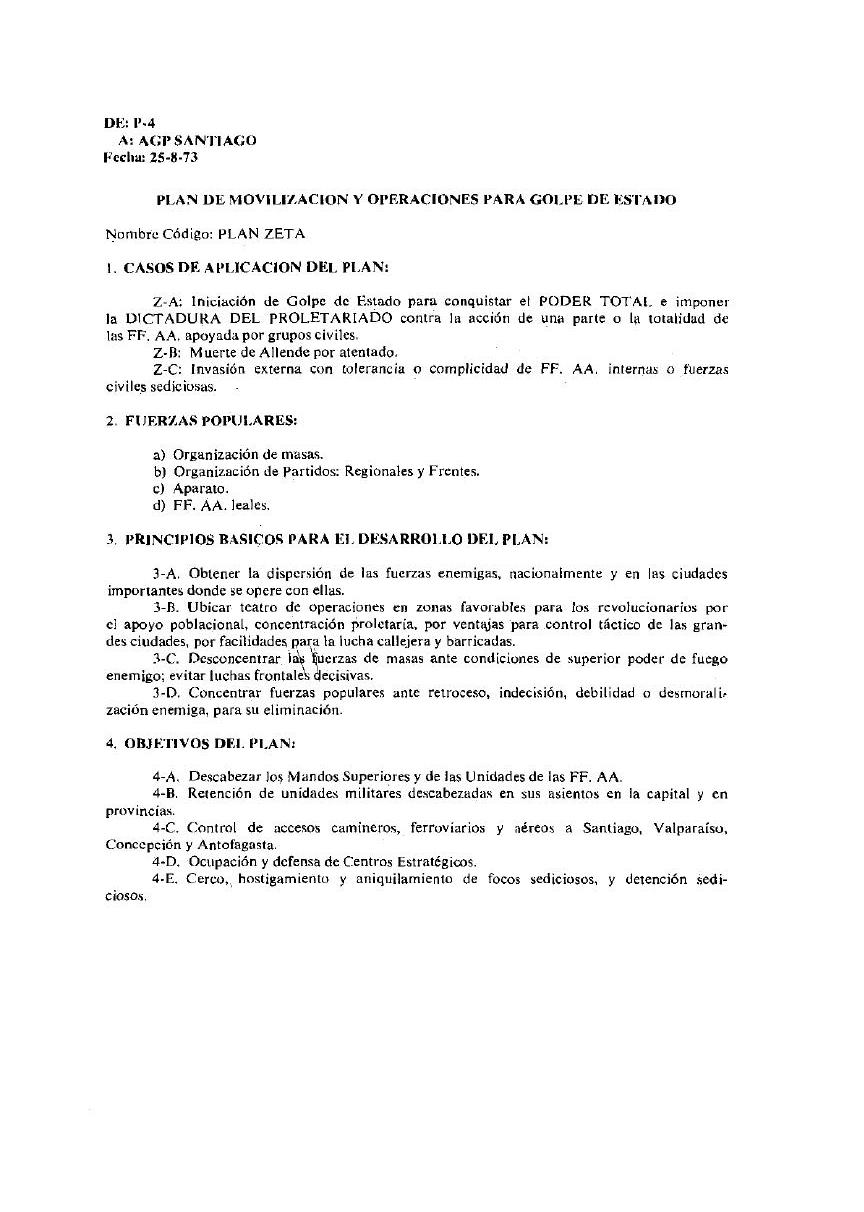
Transcripción del "Plan de movilización y operaciones para el golpe de estado. Nombre código: Plan Zeta" que aparece en el Libro Blanco del cambio de gobierno en Chile.

En su capítulo dos, reproduce los supuestos documentos que figuraban en el Plan Z: seis hojas tamaño oficio, mecanografiadas a espacio doble, las cuales tienen un extenso número 2 cubriendo toda la página, sin dificultar su lectura. Esta sería una medida de seguridad para reconocer alguna posible copia o filtración.
El documento está organizado en tres etapas del "Plan de movilización y operaciones para un golpe de estado", las que se aplicarían en los siguientes casos:

- Z-A: Iniciación de Golpe de Estado para conquistar el PODER TOTAL e imponer LA DICTADURA DEL PROLETARIADO contra la acción de una parte o la totalidad de las FF.AA apoyada por grupos civiles.
- Z-B: Muerte de Allende por un atentado.
- Z-C: Invasión externa.

Libro blanco del cambio de gobierno de Chile.

El primer paso de "Zeta", independiente de los motivos que provocaran su puesta en marcha, consistía en la eliminación física de los altos mandos militares nacionales, provinciales y jefes de unidades de las "fuerzas enemigas". Los comandantes de las Fuerzas Armadas y de Orden y Seguridad, serían asesinados en La Moneda por miembros del GAP (Grupo de Amigos Personales, escolta de seguridad de Allende), durante el almuerzo oficial que ofrecería el gobierno con motivo del "Día de las Glorias del Ejército"; en este, Allende declararía que tiene una llamada urgente saliendo de la Sala del Comedor en La Moneda, llegando los miembros del GAP y asesinando a los comensales.
Simultáneamente, extremistas vestidos con uniformes militares, matarían a todos los oficiales en el Parque Cousiño, donde estarían formados para participar en la Parada Militar. "Las unidades militares descabezadas serán rápidamente controladas por los elementos leales que hemos logrado infiltrar en sus organizaciones".

En un balcón de La Moneda aparecería Allende y anunciaría que había nacido la República Democrática de Chile. En el mástil del Palacio se izaría la nueva bandera, toda roja con una pequeña estrella.
Anatomía de un fracaso. La experiencia socialista en Chile..

Posteriormente, se tomaría control de los cuarteles y naves de guerra por parte de células paramilitares identificados como NPE-3Z. Se cortarían las carreteras para evitar la comunicación terrestre entre las ciudades y se sabotearían las líneas férreas y aeropuertos. Se hostilizaría con guerrilleros a las tropas regulares del ejército en desplazamiento; a su paso, las atacarían bandas de mineros, campesinos, etc.
Los planes anexos consistían en la eliminación física de civiles opositores al gobierno de Allende. La destrucción de edificios como la sede de la Corte Suprema, el Congreso Nacional, el diario "El Mercurio" y locales políticos opositores. La inmovilización de barrios identificados con la derecha chilena, para su posterior exilio o ejecución, junto a la puesta en marcha de sistemas de seguridad para la protección de Allende y dirigentes nacionales de la Unidad Popular.

## Participación de la prensa chilena
Los hechos alusivos al Plan Z fueron difundidos por diarios de circulación nacional como El Mercurio, La Tercera y Las Últimas Noticias, así como por diarios de circulación regional como La Estrella, El Día, El Diario Color, El Sur, y Diario Crónica. Estos dos últimos medios habían presentado una posición crítica y opositora al gobierno de Salvador Allende y tras el golpe de Estado de 1973 asumieron el papel de legitimar las acciones militares emprendidas por la dictadura militar, incluyendo el Plan Z.Desde esta postura, Diario Crónica de Concepción, por ejemplo, citó el Plan Z en su tiraje del 11 de septiembre de 1974 en los siguientes términos:
Chile vivió la experiencia política más nefasta de su historia, que intentó imponer por la violencia un sistema absolutamente ajeno a la idiosincrasia nacional, pero fue gracias a la resistencia civil de las mujeres, los estudiantes, los gremios y profesionales, quienes hicieron frente a este proyecto totalitario. Ante la resistencia de la población y de las instituciones de la república, “el marxismo decidió jugar su última carta. Obtener con sangre lo que no pudo ganar por el convencimiento. Y preparó la guerra civil, armando al extremismo, importando mercenarios y dando forma al diabólico Plan Zeta

Siguiendo una postura similar, el diario El Sur reprodujo la versión del régimen sobre el Plan Z en las siguientes palabras el 18 de septiembre de 1973: 
Los allanamientos practicados en residencias oficiales, sedes partidarias y viviendas de militantes marxistas, no dejan lugar a ninguna duda de que se esperaba el momento propicio para dar el golpe de mano definitivo, a cualquier precio, que les permitiera a la izquierda hacerse del poder total. Ese golpe de mano, sería corroborado con los miles de documentos encontrados en la Subsecretaría del Interior, los cuales daban cuenta del “Plan Z” a efectuarse el 17 de septiembre, el cual consistía en eliminar a toda la jerarquía de las Fuerzas Armadas y Carabineros y los dirigentes de los sectores democráticos, para quedar con el país a merced del totalitarismo definitivo